# 圣若望诸圣堂

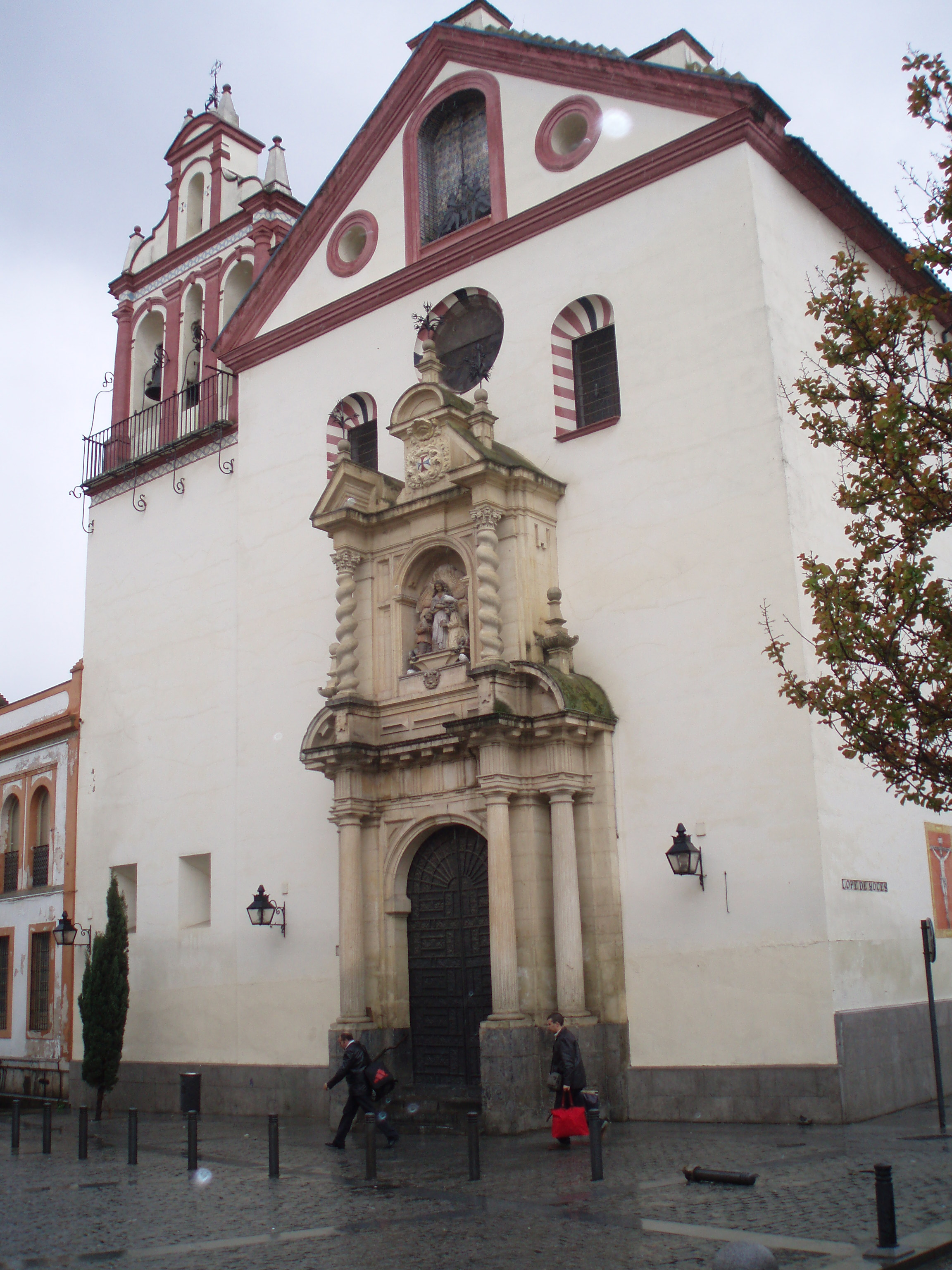
San Juan y Todos los Santos, Córdoba

圣若望诸圣堂（Iglesia de San Juan y Todos los Santos）又名圣三堂（Iglesia de la Trinidad）, 是一座罗马天主教教堂，位于西班牙科尔多瓦的圣三广场（Plaza de la Trinidad）。它坐落在1236年费尔南多三世征服该市后不久建立的原圣三修道院的遗址上。采用巴洛克风格，是世界遗产科尔多瓦历史中心的一部分。

## 历史
据信，在清真寺的遗址上，原来有教堂和修道院建，但是什么也没有留下。在修道院解散后，圣若望诸圣堂也没有保留下来。 然而，保留了16世纪屋顶倒塌，以及随后由科尔多瓦的马丁先生修复的记录。
在这座建筑再次失修后，人们决定建造一座全新的教堂，于1705年圣三主日祝圣。这座巴洛克建筑以拉丁十字的形式建造，中殿上方覆盖着桶形拱顶天花板，天花板上装饰着彩绘的露台。耳堂上方的穹顶，由帆拱支撑。教堂的艺术品包括救主基督像，1590年由一位匿名作者雕刻。它来自原圣三会修道院教堂，该教堂过去位于苦路（Vía Crucis）。新近的画作来自附近的 Cofrafía de la Santa Faz 修道院，包括安东尼奥·杜贝·德卢克（Antonio Dubé de Luque）的“我们的父拿撒勒人耶稣”（Nuestro Padre Jesús Nazerano）和安东尼奥·萨尔托（Antonio Salto）的“圣母玛利亚”（María Santísima de la Trinidad）。
教堂入口周围的装饰与白色的立面形成鲜明对比，立面顶部是三角楣饰和两个穹顶。大门包括罗马式拱门，两侧为多立克双柱，飾帶包括三角槽排档与排档间饰。上部有所罗门柱，壁龛里有一组雕塑，描绘一个天使穿着三位一体的长袍，帮助两个俘虏。 方形的祭衣间装饰着几幅安东尼奥·帕洛米诺（Antonio Palomino，1653-1726）引人注目的壁画。它们描述了旧约中与圣体有关的场景。教堂的祭坛上装饰着一些17世纪和18世纪的作品。

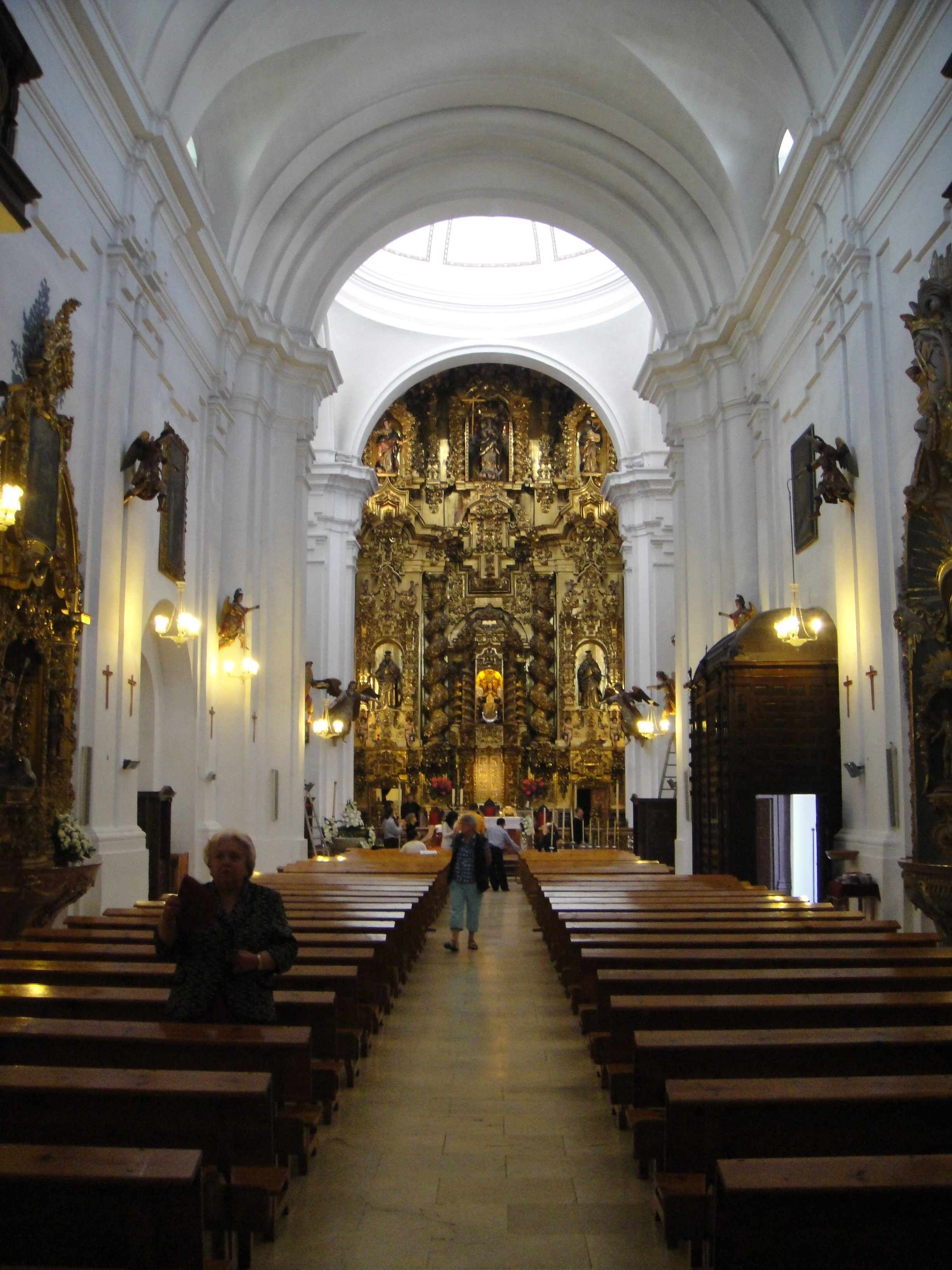
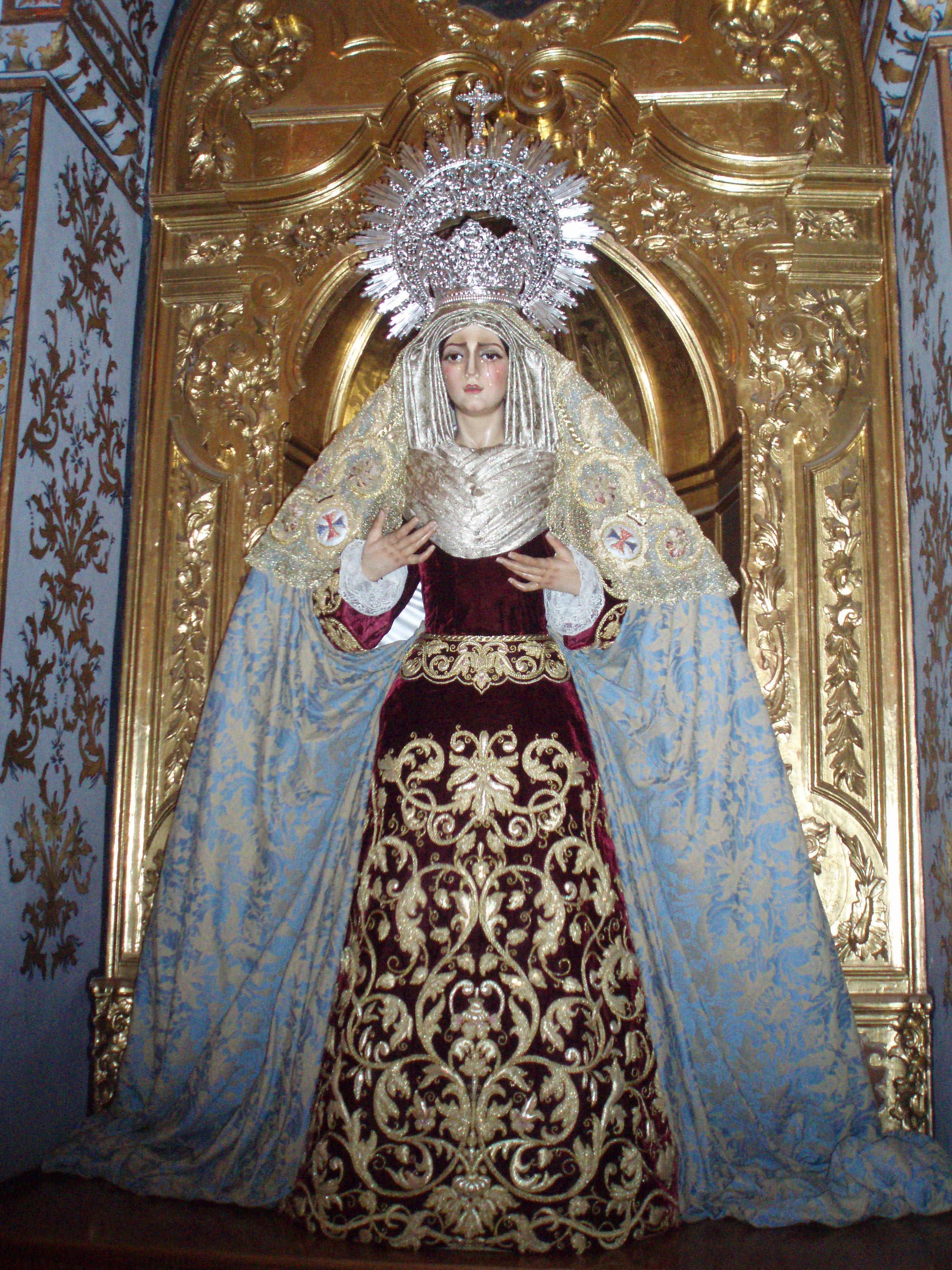
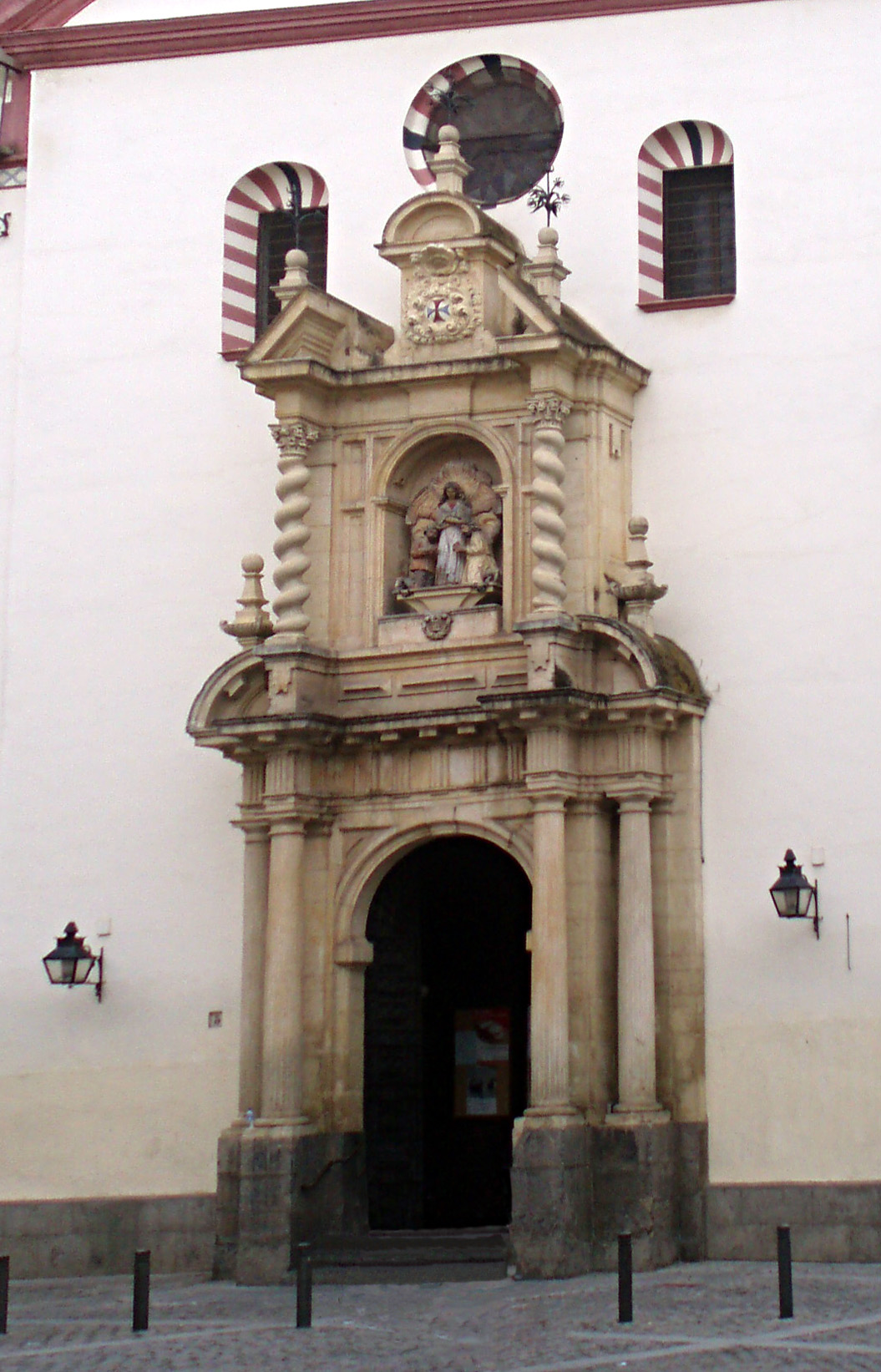
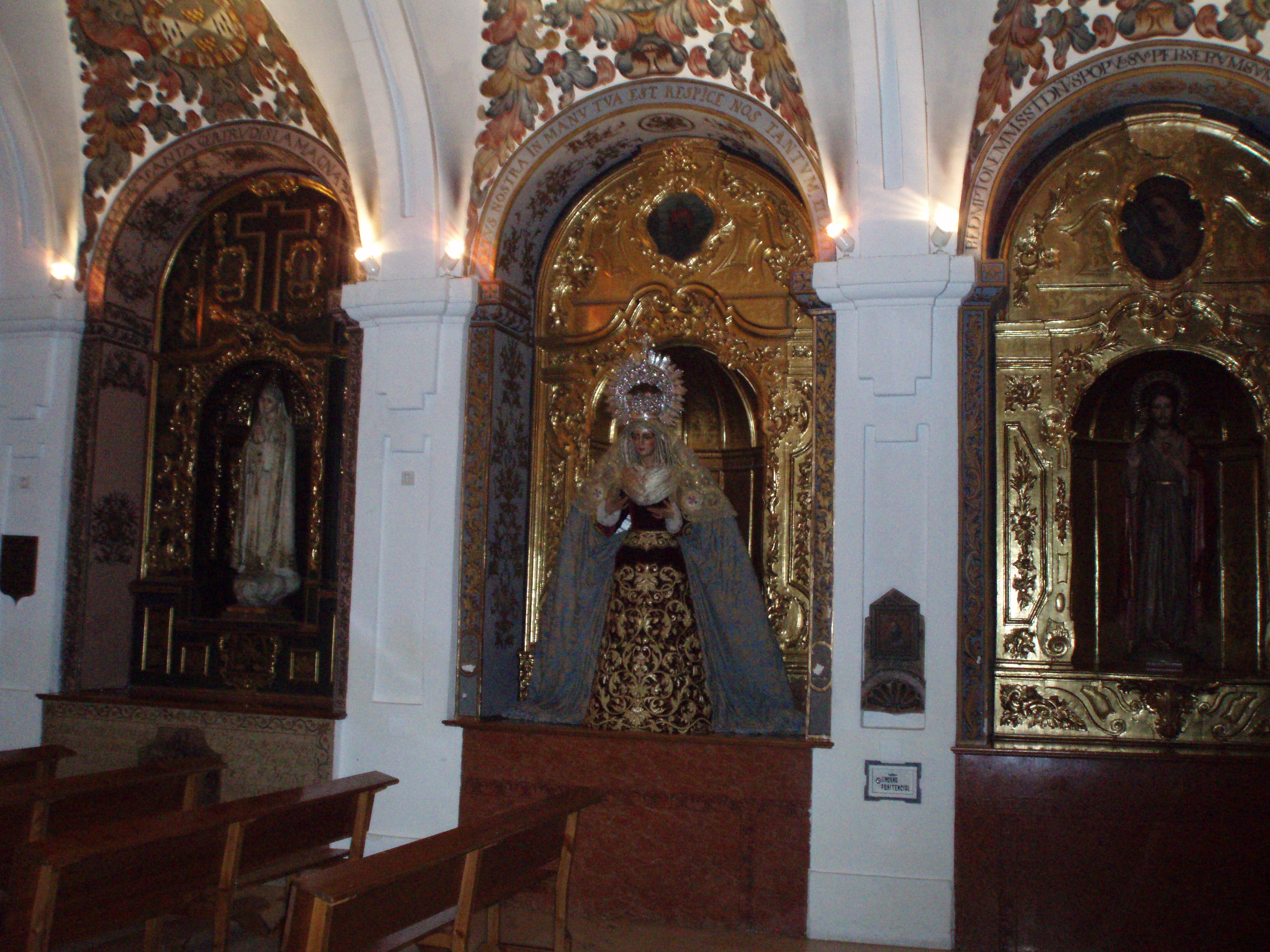
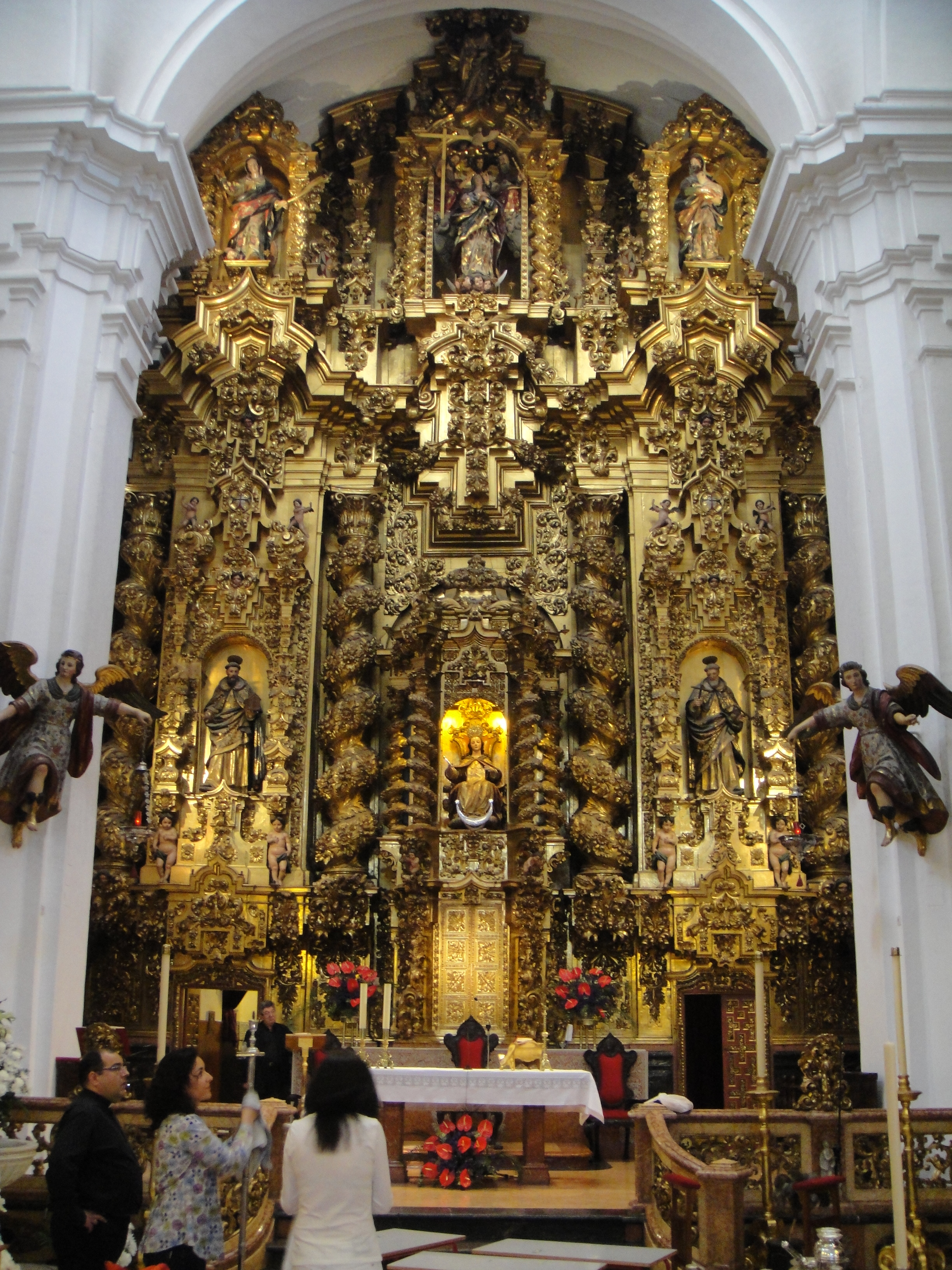